# إم في بريتانيا (2014)
إم في بريتانيا (بالإنجليزية: MV Britannia)‏ هي سفينة سياحية من فئة رويال في شركة بي آند أو للرحلات البحرية التابعة لشركة كارنيفال كوربرايشن. بناها فينكانتييري في مونفلكوني الايطالية، تم تسميتها بواسطة الملكة إليزابيث الثانية وبدأت الخدمة في 2015، لتصبح حاملة راية إسطول بي آند أو للرحلات البحرية.

## نبذة
في 15 مايو 2013 بدأت أعمال بناء وتنفيذ السفيى ة في حوض فينكانتييري للسفن في مونفلكوني في إيطاليا.وأعلن عن الاسم الذي سيطلق على السفينة في 24 سبتمبر 2013 باسم بريتانيا والذي يحمل أهمية تاريخية لشركة بي آند أو للرحلات البحرية، حيث كانت هناك سفينتان سابقتان للشركة تدعى بريتانيا. الأولى دخلت الخدمة في عام 1835 للشركة العامة للملاحة البخارية. والثانية دخلت الخدمة في عام 1887 كواحدة من أربع سفن طلبتها الشركة للاحتفال باليوبيل الذهبي لكل من الملكة فيكتوريا وشركة بي آند أو نفسها.
أقيم حفل تعويم بريتانيا بعد ظهر يوم 14 فبراير 2014، وغادرت بريتانيا حوض سفن فينكانتييري في 27 فبراير 2015 إلى ساوثهامبتون عبر جبل طارق.وتدشين السفينة رسميًا في 10 مارس 2015 من قبل الملكة إليزابيث الثانية.
تضم بريتانيا 13 على متنها حانة بالإضافة إلى 13 مطعمًا ومقهى. طور الشيف التلفزيوني جيمس مارتن «نادي للطهاة» على متن بريتانيا. حيث يضم المكان طهاة مشهورون مثل ماري بيري وجيمس تانر وأنطونيو كارلوتشيو وباول رانكين وبيير كوفمان. أقام الشيف إريك لانلارد متجر المعجنات الخاص به ومقهى السوق في ردهة السفينة. يشرف أتول كوتشار من مطعم بيناريس الحائز على نجمة ميشلان في لندن على قوائم الطعام في مطعم السند. ويقوم ماركو بيير وايت بتحضير قائمة الأطعمة التي يتم تقديمها في المطاعم الرئيسية في ليالي الاحتفالات.
تتضمن السفينة مسرح يتسع إلى 936 مقعدًا. ويوجد في بريتانيا ما مجموعه 1837 كابينة، 27 منها عبارة عن كابينة فردية (داخلية وشرفة)، بالإضافة إلى الكبائن الداخلية وذات الشرف التقليدية، تم تخصيص 64 من الكبائن كأجنحة. كما يوجد أربعة حمامات سباحة بما في ذلك مسبح مخصص للمراهقين ومنتجع أواسيس سبا.
في أكتوبر 2019 دخلت بريتانيا الحوض الجاف للخضوع لعملية تحديث وتجديد كبرى تضمنت إضافة معرض فني جديد ومنافذ تسوق جديدة وأعادة تصميم الردهة.